# Staatsbesuch

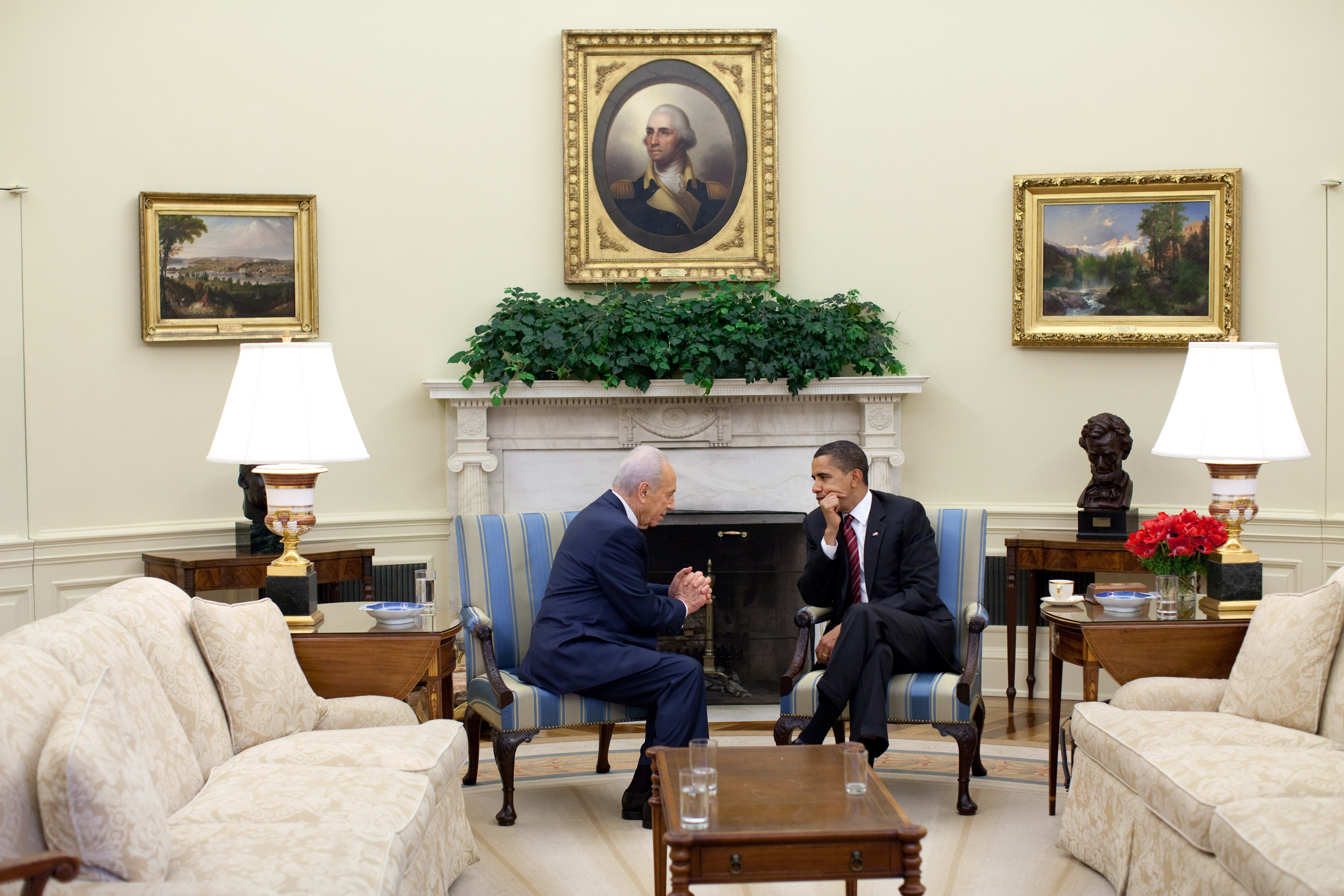
Barack Obama empfängt Schimon Peres im Oval Office des Weißen Hauses (2009)

Ein Staatsbesuch ist ein Besuch besonderer Art eines Staatsoberhauptes in einem anderen Staat.

## Besonderheiten

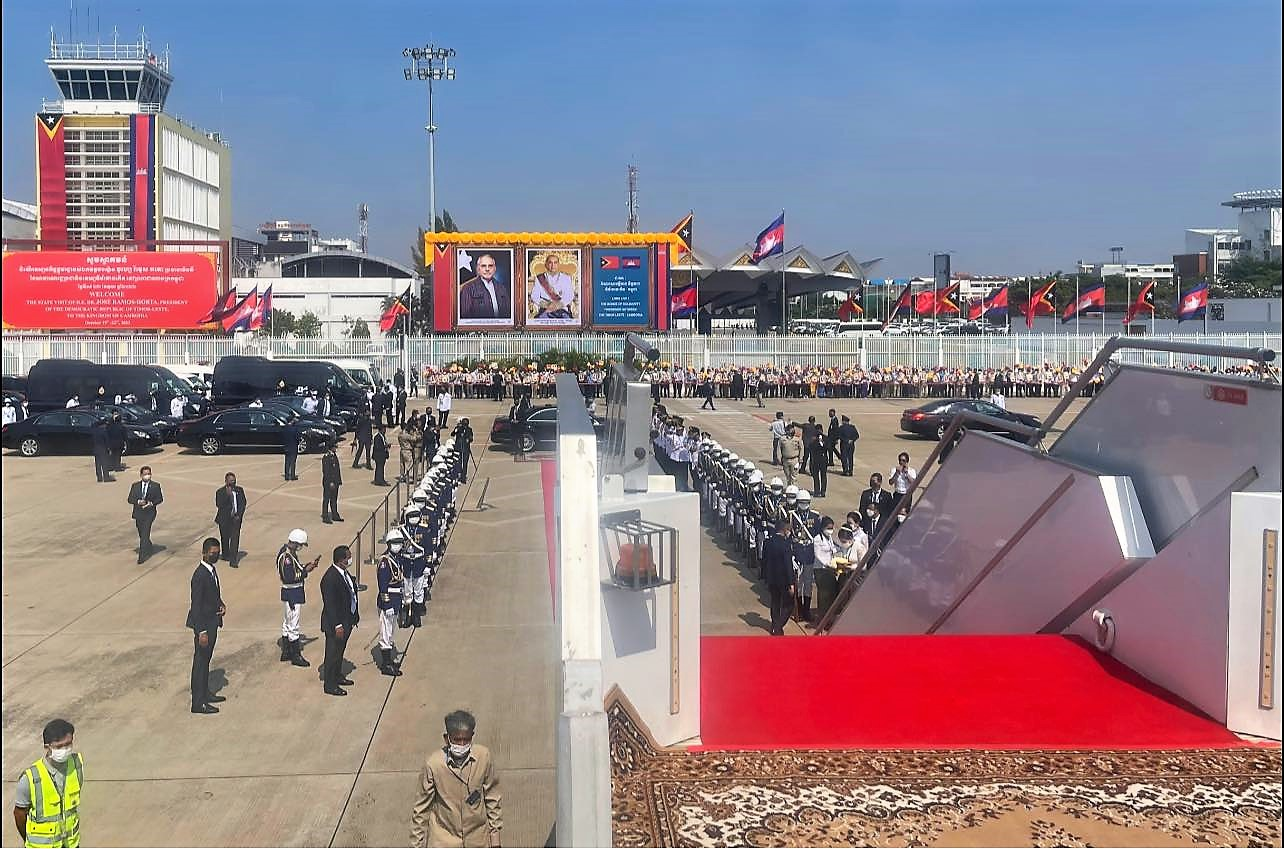
Ankunft von Osttimors Staatspräsident José Ramos-Horta zum Staatsbesuch in Kambodscha (2022). Die Gangway mit dem Roten Teppich wird gerade an das Flugzeug gefahren. Unten stehen Soldaten bereit zum Empfang mit militärischen Ehren. Der Flughafen ist mit den Nationalflaggen der Länder und Bildern der Staatsoberhäupter geschmückt. Im Hintergrund stehen die Staatskarossen bereit.

Bei einem Staatsbesuch werden alle Ehrungen des diplomatischen Protokolls in der Regel voll ausgeschöpft. Dies bedeutet insbesondere den Empfang mit militärischen Ehren sowie ein Staatsbankett.
Besuchern wird bei Fahrten meist aus Sicherheitsgründen freie Fahrt und Begleitschutz durch die Polizei gewährt (Eskorte).
Früher statteten Monarchen anderen Staaten nur einen einzigen Staatsbesuch ab. Heute werden aber auch die Folgebesuche von allen Beteiligten der Staatsführung als Staatsbesuch bezeichnet.

## Abgrenzungen
Von Staatsbesuchen abgegrenzt werden offizielle Besuche, Arbeitsbesuche und Terminbesuche, die sich jeweils durch eigene Protokollelemente unterscheiden.
Ebenfalls vom Staatsbesuch abzugrenzen ist der Begriff des Staatsempfangs, der zu Ehren anderer von einem Staat empfangener Personen – beispielsweise auch eigener Bürger – gegeben wird.

## Gepflogenheiten in bestimmten Ländern

### Osttimor
In Osttimor muss der Staatspräsident sich vom Nationalparlament die Erlaubnis für einen Staatsbesuch geben lassen. Das hatte zur Folge, dass Präsident Francisco Guterres (2017–2022) während seiner gesamten Amtszeit nie das Ausland besuchen konnte. So musste er zum Beispiel zur Generalversammlung der Vereinten Nationen, der Amtseinführung des indonesischen Präsidenten und der Inthronisierung des neuen japanischen Kaisers immer Vertreter entsenden.

### Schweiz
Die Schweiz kann keine Staatsbesuche abstatten, da sie das Amt eines Staatsoberhauptes nicht kennt. Stattdessen wird im Ausland der Schweizer Bundespräsident, der zugleich Vorsteher eines Fachministeriums (Departements) ist, mit einem solchen empfangen. Diese Angleichung an das ausländische Protokoll entstand erst 1993. Vorher reiste der jeweilige Schweizer Bundespräsident nur in Ausnahmefällen ins Ausland. Die nach 2000 absolvierten Visiten sind bei Liste der Auslandsreisen der Schweizer Bundespräsidenten aufgeführt. 

### Vatikanstadt
Die vom Papst abgestatteten Besuche sind gemäß Sprachgebrauch des Heiligen Apostolischen Stuhls Pastoralbesuche, werden jedoch vom empfangenden Protokoll als Staatsbesuche behandelt, denn der Papst ist ein Völkerrechtssubjekt (als Person, definiert als Heiliger Stuhl, und darin auch Oberhaupt des Staates Vatikanstadt).